# Vannella arabica
Vannella arabica – gatunek ameby należący do rodziny  Vannellidae z supergrupy Amoebozoa według klasyfikacji Cavaliera-Smitha.
Forma pełzająca jest kształtu półokrągłego albo wachlarzowatego. Hialoplazma zajmuje około połowę całkowitej długości pełzaka, tylna krawędź ciała zaokrąglona, prosta albo wklęsła. Osobnik dorosły osiąga wielkość 17 – 37 μm. Posiada pojedyncze jądro o średnicy 4,2 – 6,5 μm z centralnie umieszczonym jąderkiem o średnicy 1,7 – 3,7 μm.
Forma swobodnie pływająca kulistej postaci bez pseudopodiów lub maksymalnie wytwarza 3 pseudopodia. Długość tych pseudopodiów z reguły nie przekracza średnicy ameby.
Występuje w morzu.